# Mekarjaya (Sukaresmi)
Mekarjaya is een bestuurslaag in het regentschap Garut van de provincie West-Java, Indonesië. Mekarjaya telt 5071 inwoners (volkstelling 2010).